# 育嬰堂 (南頭古城)
育婴堂，位于中国广东省深圳市南山区南头古城内，为深圳市的一个市、县级文物保护单位，类型为近现代重要史迹及代表性建筑，公布时间为1984年9月6日。
育婴堂的历史年代为清末。